# Chci nejenom dávat
„Chci nejenom dávat“ je pilotní singl Marcely Březinové z její debutové desky Každej to má rád. Nahrávka vyšla na začátku roku 1993 na kompaktním disku u vydavatelství Bonton, a to v oficiální i promo verzi s přídavkem dalších tří skladeb („Tak mi nenadávej“, „Be a Friend of Mine“ a „Rock'n'roll Feeling“).

## Seznam skladeb
| Pořadí         | Název                                                                 | Autor                   | Délka |
| -------------- | --------------------------------------------------------------------- | ----------------------- | ----- |
| 1.             | Chci nejenom dávat                                                    | J. Šíma / M. Miler      | 4:50  |
| 2.             | Tak mi nenadávej (editovaná verze)                                    | J. Šíma                 | 3:31  |
| 3.             | Be a Friend of Mine (nealbová nahrávka)                               | S. Janda / V. Kočandrle | 4:08  |
| 4.             | Rock'n'roll Feeling (v češtině „Každej to má rád“; nealbová nahrávka) | J. Šíma / O. Hejma      | 4:48  |
| Celková délka: | Celková délka:                                                        | Celková délka:          | 17:17 |

## Obsazení
Zpěv
- Sólo – Marcela Březinová
- Vokály – Jiří Šíma • Miroslav Linhart

| Instrumentální doprovod a nástroje Crazy Legs - Klávesy, tenorsax, programování – Šíma - Kytary – Linhart • Milan Broum (basa) - Bicí – Milan Peroutka - Trumpeta – Roman "Bobík" Kubát | Produkce a výroba - Produkce – Karel Knechtl - Aranžmá – Šíma - Nahrávka – Milan Cimfe • Pavel Karlík • Šíma - Mastering – Jan Petrusek / Studio Rudolfinum - Foto, grafika – Ivan Prokop |

(Pozn. Údaje převzaté z oficiálního bookletu hudebního nosiče.)